# Česká Lípa

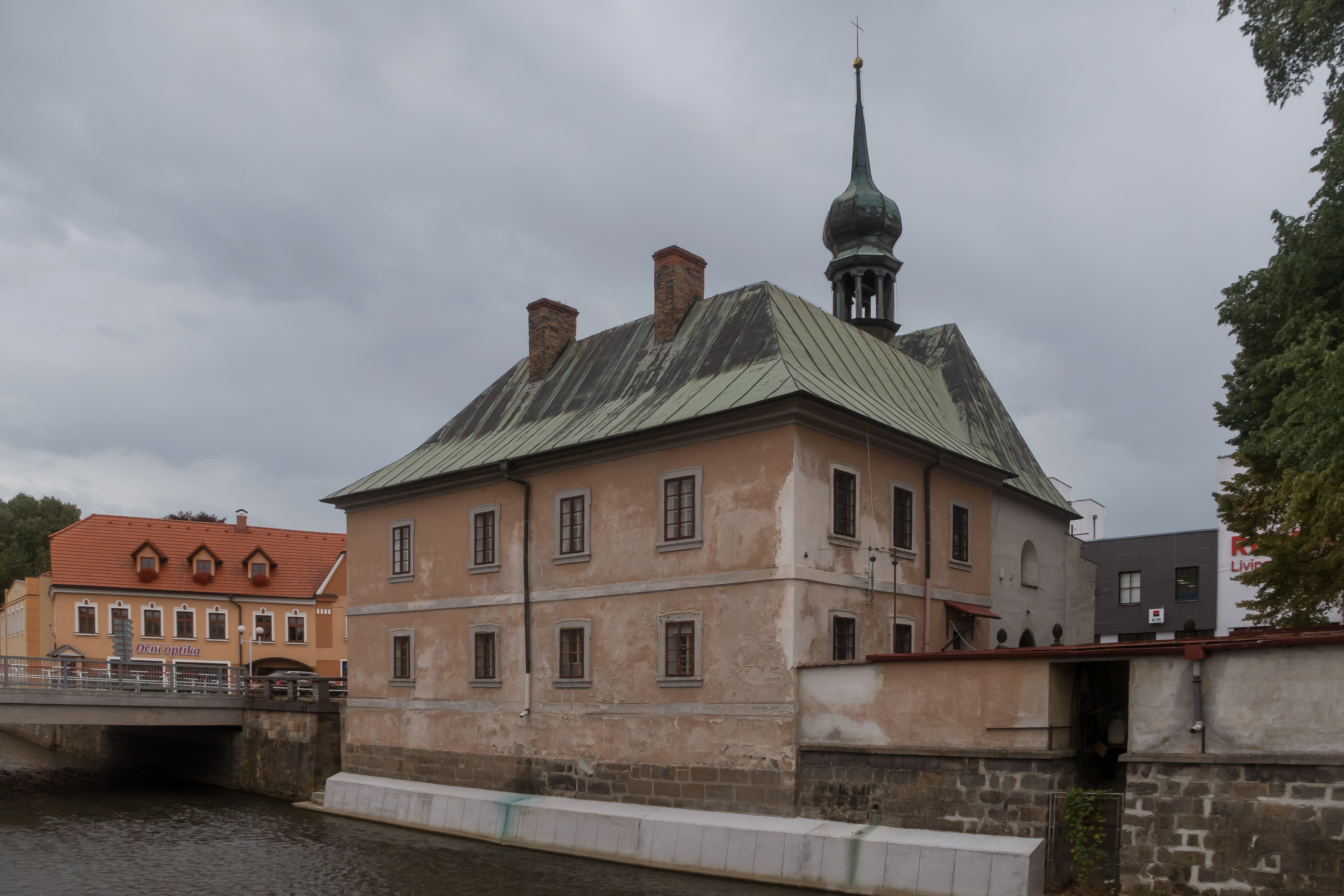
La iglesia: kostel svaté Máří Magdaleny

Česká Lípa es una ciudad de la República Checa, capital del distrito homónimo en la región de Liberec.
En 2017 tiene 37 201 habitantes.
Se conoce su existencia desde 1263, aunque el casco antiguo de la ciudad comenzó a construirse entre 1305 y 1319. En el siglo XV fue ocupada por las tropas husitas de Jan Roháč z Dubé. Actualmente la ciudad es un importante centro industrial y minero.
Se ubica sobre la carretera 9, a medio camino entre Praga y Görlitz.